# Сок (река)
Сок — река в Оренбургской и Самарской областях России. Устье реки находится на 1429 км от устья Волги (Саратовское водохранилище). Длина — 363 километра, площадь бассейна — 11 700 км². Средний расход воды — 16,1 м³/с (в 174 км от устья).
Сок берёт начало на Бугульминско-Белебеевской возвышенности. Устье — к северу от города Самары.
Питание в основном снеговое. Половодье в апреле — начале мая. Среднегодовой расход воды — 45,6 м³/с. Ледостав — в конце октября — начале декабря, вскрывается в апреле. Сток в межень зарегулирован плотинами, построенными на притоках.
На реке Сок расположены: Серноводск (бальнеологический курорт), Сургут, Красный Яр и другие. Река судоходна в низовьях.

## История

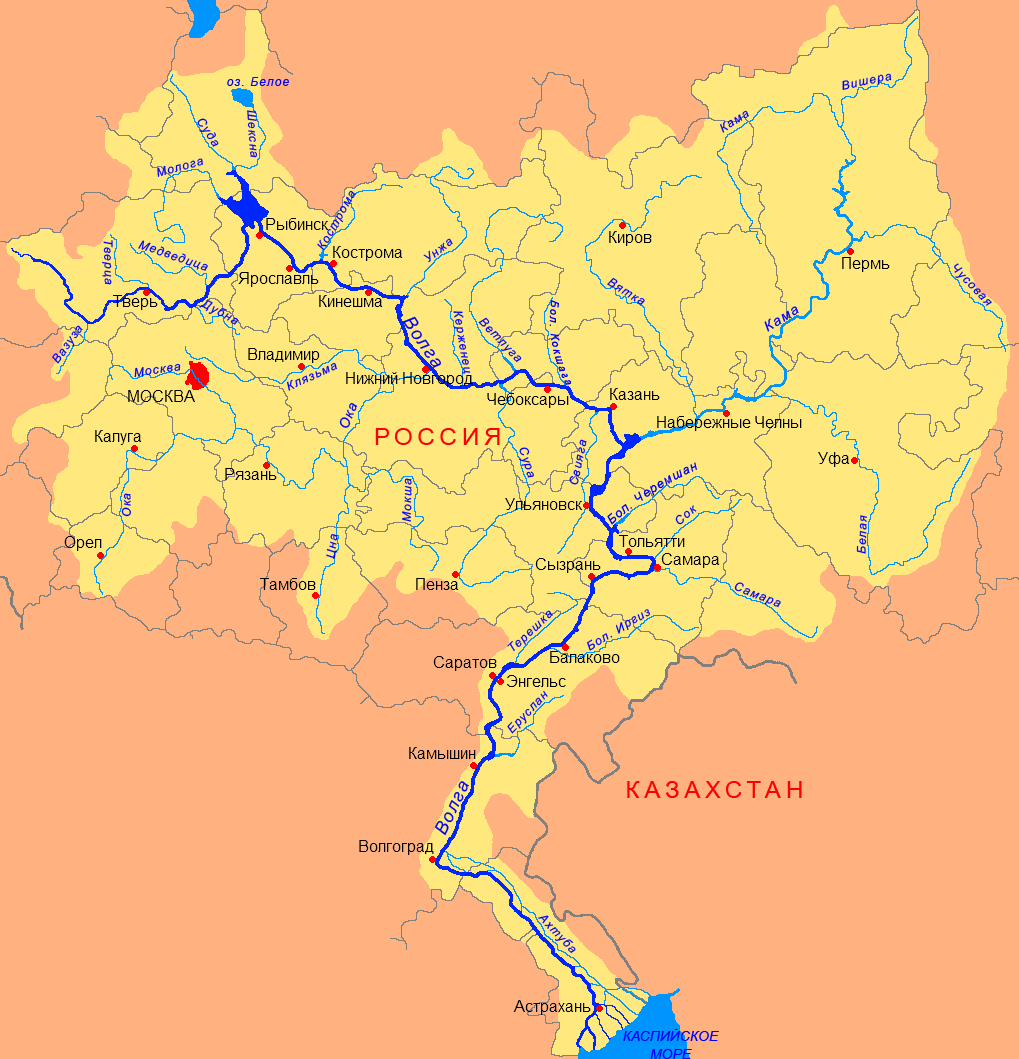
Бассейн Волги

Название (в речи башкир и татар — Сук), по мнению исследователя топонимии Оренбуржья С. М. Стрельникова, имеет тюркское происхождение: сравните древнетюркское, тувинское, хакасское суг, ойротское суу — «вода», «река», татарское, казахское су, башкирское хыу — «вода».
Мезолитический охотник-собиратель № I0124, живший 7500 лет назад в Поволжье на реке Сок (стоянка Лопатино I), был носителем Y-хромосомной гаплогруппы R1b1a и митохондриальной гаплогруппы U5a1d. Представители ямной культуры со стоянок Лопатино I и Лопатино II, жившие ок. 5000 лет назад, были носителями ветвей L23 и Z2103 Y-хромосомной гаплогруппы R1b и митохондриальных гаплогрупп T2c1a2, U5a1a1, W3a1a и W6.
В долине реки Сок издавна были известны серные источники, о целебных свойствах которых шла молва за пределами Самарского края. Пётр I, остановившись в Самаре во время похода на Азов (1695 год), был поставлен об этом в известность, обратив в первую очередь внимание на целесообразность получения серы для производства пороха, в котором нуждались полки создававшейся регулярной армии. Поэтому решено было построить здесь серный завод.

## Притоки
(км от устья)
- 0,2 км: Курумоч
- 33 км: Кондурча
- 62 км: Хорошенькая
- 75 км: Тростянка
- 80 км: река без названия, у с. Большой Раковки
- 92 км: Черновка
- 110 км: Каргалка
- 135 км: Орлянка
- 174 км: Боровка
- 190 км: Сургут
- 214 км: Большой Суруш
- 218 км: Каменка
- 219 км: Исаклинка
- 227 км: Игарка
- 259 км: Байтермишка
- 283 км: Телегас
- 291 км: Сосновка
- 292 км: Уксада
- 296 км: Камышла
- 310 км: Байтуган
- 328 км: Окана
- 336 км: Малый Сок
- 338 км: Камышла
- 344 км: Черемшанка